# Lago De Mille
O lago De Mille é um lago de água doce localizado nos territórios da província de Terra Nova e Labrador, no Canadá.

Esta superfície aquática encontra-se nas coordenadas geográficas de N 53° 2' 0 W 66° 34' 55 